# Церква преподобного Семиона Стовпника (Дубівка)
Церква преподобного Семиона Стовпника в Дубівці — парафія і храм греко-католицької громади Борщівського деканату Бучацької єпархії Української греко-католицької церкви в селі Дубівка Чортківського району Тернопільської области.
Оголошена пам'яткою архітектури місцевого значення (охоронний номер 432).

## Історія церкви
За переказами, церква в селі Дубівка була збудована з дерев'яних колод, які спочатку використовувалися для церкви в Скалі-Подільській, а потім у Циганах. Вона була під покровом Святого Миколая Чудотворця. У 1895 році видатний український поет Іван Франко читав у цьому храмі «Апостол» і співав з хором.
Коли в 1905 році в Циганах освятили нову кам'яну церкву, дерев'яну розібрали і перевезли в Дубівку. Головним меценатом був Семен Величко, який пожертвував землю і зробив значний внесок. На знак вдячності 14 вересня 1909 року, після завершення будівництва, церкву освятили на свято Преподобного Симеона Стовпника.
Священник для проведення богослужінь доїжджав із села Босири. Значний вклад у розвиток парафії зробив о. Северин Матковський. Під час Другої світової війни в захристію влучив снаряд, але пожежа, на диво, не завдала великої шкоди.
До 1946 року парафія і храм належали до УГКЦ, а з 1946 по 1957 рік — до РПЦ.
З 1957 по 1990 рік храм був закритий державною владою.
У 1990 році парафія і церква повернулися в лоно УГКЦ.
31 жовтня 2021 року відбулося освячення відреставрованої церкви та нової мурованої дзвіниці за участі духовенства. Жертводавцями стали жителі села та директор ПАП «Дзвін» Василь Градовий. Відновлювальними роботами керував Олег Гундзик, а вихідці з села Степан Дитко і Леся Коломия подарували дзвін.

## Парохи
- о. Саверин Матковський (1909—1932),
- о. Володимир Ковальський (до 1957),
- о. Йосип Антків (1990—1999),
- о. Олег Сушельницький (з 14 жовтня 1999).